# Leichtathletik-Weltmeisterschaften 2019/Teilnehmer (Antigua und Barbuda)
| Gelbes Symbol für Goldmedaillen mit stilisierten Olympischen Ringen | Graues Symbol für Silbermedaillen mit stilisierten Olympischen Ringen | Braundes Symbol für Bronzemedaillen mit stilisierten Olympischen Ringen |
| ------------------------------------------------------------------- | --------------------------------------------------------------------- | ----------------------------------------------------------------------- |
| —                                                                   | —                                                                     | —                                                                       |

Der Leichtathletikverband von Antigua und Barbuda nahm an den Leichtathletik-Weltmeisterschaften 2019 in Doha teilnehmen. Ein Athlet wurde vom Verband nominiert.

## Ergebnisse

### Männer

#### Laufdisziplinen
| Athlet        | Disziplin | Vorlauf | Vorlauf | Halbfinale | Halbfinale | Finale | Finale |
| Athlet        | Disziplin | Zeit    | Platz   | Zeit       | Platz      | Zeit   | Platz  |
| ------------- | --------- | ------- | ------- | ---------- | ---------- | ------ | ------ |
| Cejhae Greene | 100 m     | 10,33 s | 33      | DNQ        | DNQ        | –      | –      |